# Heidi-Elke Gaugel
Heidi-Elke Hudak, geborene Heidi-Elke Gaugel, (* 11. Juli 1959 in Schönaich) ist eine ehemalige deutsche Leichtathletin und Olympiateilnehmerin.

## Sportliche Erfolge
Heidi-Elke Gaugel gewann bei den Olympischen Spielen 1984 in Los Angeles die Bronzemedaille in der 4-mal-400-Meter-Staffel (3:22,98 min, zusammen mit Heike Schulte-Mattler, Ute Thimm und Gaby Bußmann; Heidi-Elke Gaugel als dritte Läuferin). Sie startete bei diesen Olympischen Spielen auch im 100- und im 200-Meter-Lauf und in der 4-mal-100-Meter-Staffel, jedoch ohne Medaillenrang.
Ein weiterer Medaillenerfolg gelang ihr bei den Europameisterschaften 1986 in Stuttgart: Mit der 4-mal-400-Meter-Staffel gewann sie die Silbermedaille (3:22,80 min, zusammen mit Gisela Kinzel, Ute Thimm und Gaby Bußmann; Heidi-Elke Gaugel als dritte Läuferin). Im 100-Meter-Lauf kam sie auf Platz acht.
Bei den Europameisterschaften 1982 in Athen war sie Sechste im 100-Meter-Lauf und Fünfte im 200-Meter-Lauf geworden.
Ihre Bestleistungen datieren aus dem Jahre 1985 und stehen bei 11,15 s (100 Meter) und 22,56 s (200 Meter).
Heidi-Elke Gaugel gehörte dem VfL Sindelfingen an. In ihrer aktiven Zeit war sie 1,67 m groß und wog 54 kg. Sie heiratete den Mittelstreckenläufer Harald Hudak.